# Speculipastor bicolor
Speculipastor bicolor là một loài chim trong họ Sturnidae.